# 031+130 T Nord 6121 à 6168 et Est 6101 à 6113
Les 031+130 T Nord 6.121 à 6.168 et Est 6101 à 6113 sont des locomotives à vapeur articulées conçues par l'ingénieur du Bousquet. Cette série, de disposition d'essieux 031+130 fut construite par la Compagnie des chemins de fer du Nord et par la Compagnie des chemins de fer de l'Est en leurs ateliers et circulèrent de 1905 à 1938 puis à la SNCF jusque dans les années 1950. 

## En France

### Genèse
Au début du XXe siècle, la Compagnie des Chemins de fer du Nord faisait fréquemment circuler des trains de charbon de plus de 950 t sur les lignes de Lens à Hirson via Valenciennes ou Busigny qui comportaient un profil relativement facile ne dépassant pas 6 pour mille sauf aux alentours de Hirson où se trouvaient des rampes de 12 pour mille, sur lesquelles. Les 230 3.078 à 3.354 s'épuisaient en tête de trains de charbon limités à 650 et 400 t. 
C'est pour augmenter le tonnage et la vitesse sur ces lignes que l'ingénieur Gaston Du Bousquet a conçu ces locomotives. Il fallait un grand nombre d'essieux moteurs d'une charge modérée pour protéger la voie, incapable de supporter un poids plus élevée, et pour  atteindre dans de bonnes conditions des vitesses de l’ordre de 80 km/h. Les roues, motrices  devaient avoir un diamètre suffisant. Il était donc impensable de n'avoir qu'un seul châssis, compte tenu de la sinuosité des lignes parcourues.

### Description
Les 031+130 étaient  articulées selon le principe Meyer-Kitson et se composaient de trois éléments : un châssis constitué d'une poutre centrale portant l'ensemble chaudière-foyer-abri et réserve de charbon, deux trucks portant chacun un ensemble moteur avec cylindres reliés au châssis par des pivots à glissière permettant un débattement suffisant.
La locomotive étant de type compound à 4 cylindres, le truck arrière portait les cylindres à haute pression et le truck avant portant les cylindres basse pression ainsi que les caisses à eau avant. 
Pour assurer des conduites articulées courtes avec rotules, douilles et fourreaux, les cylindres HP et BP se faisaient face. Les tuyaux d'échappement reliant les cylindres BP à l'échappement étaient en toile caoutchoutée qui se révéla suffisamment résistante. L'échappement était du type « Nord » à cône mobile.
En service la machine pouvait s'inscrire dans des courbes de 90 m de rayon et la vitesse limite était fixée à 90 km/h.

### Utilisation et service

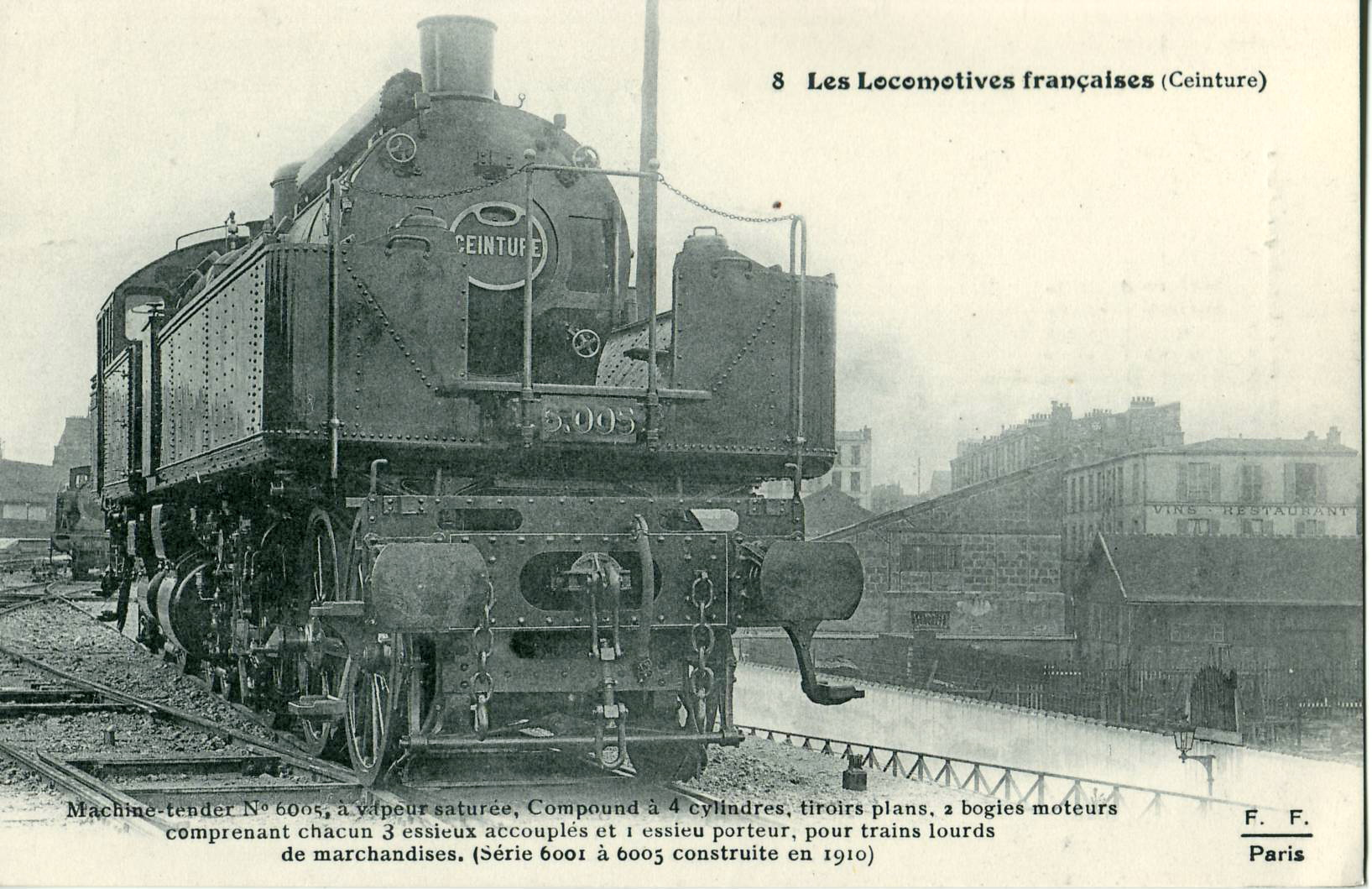
La 6005 de ceinture vue de face

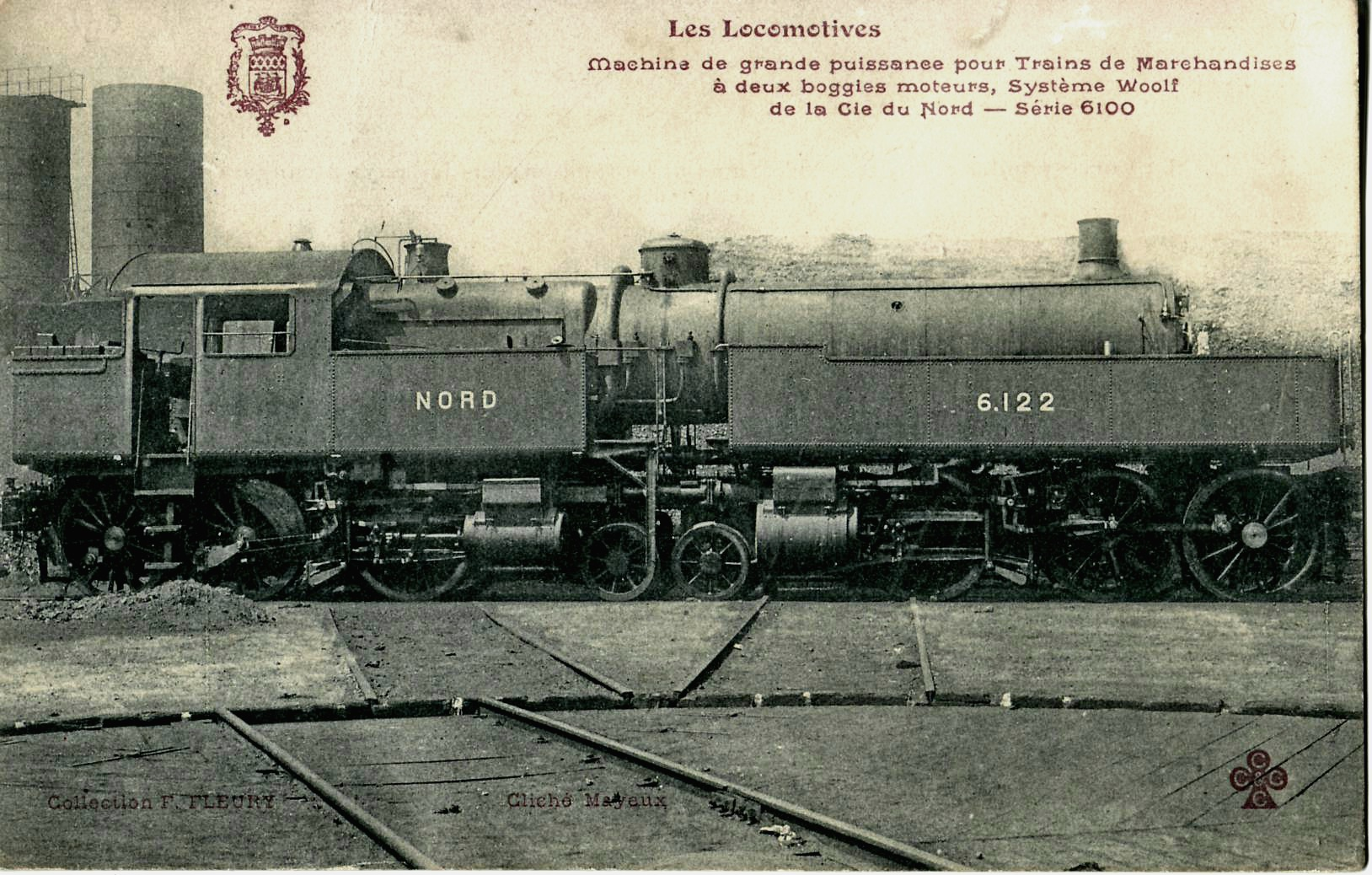
Locomotive 6.122 du Nord, en service sur la Grande Ceinture

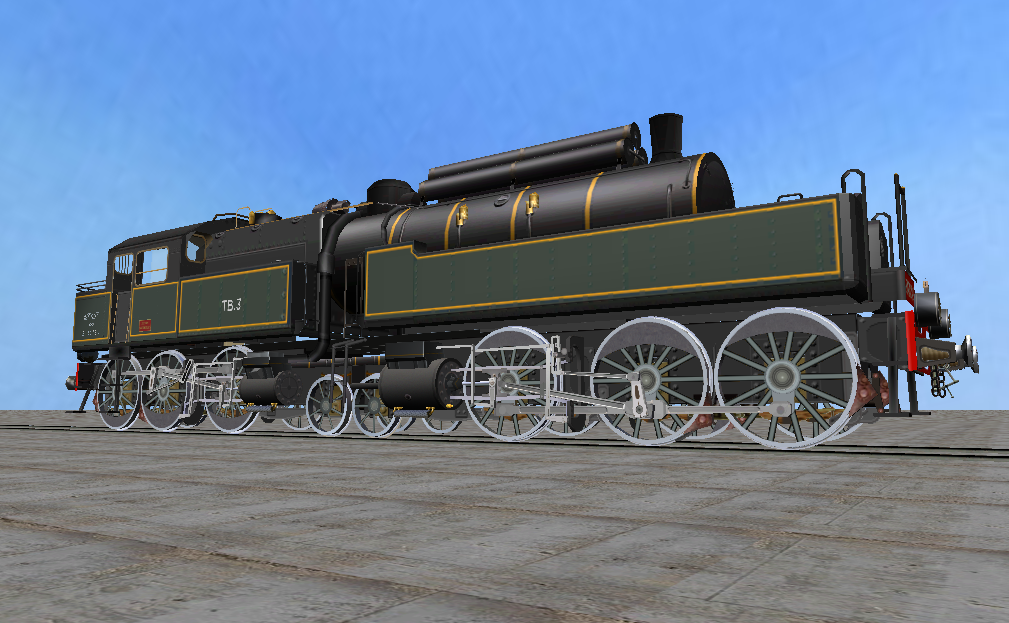
031+130 en livrée SNCF

La Compagnie des chemins de fer du Nord fit construire dans ses ateliers deux prototypes : les locomotives 6.121 et 6.122.
La 6.122 connut une mise en service dès juin 1905, la deuxième machine fut  envoyée à l'exposition de Liège puis mise en service en janvier 1906 avant de rejoindre l'exposition de Milan. 
Devant les résultats obtenus pendant les essais, il fut décidé de la construction de 16 locomotives supplémentaires à la fin de l'année 1905, les 6.123 à 6.138. 
En 1909, la série est prolongée avec les 6.139 à 6.153, puis en 1911, avec les 6.154 à 6.168. 
Ces machines sortent  des ateliers de la Compagnie et  différent des prototypes  par des modifications mineures.
Affectées aux dépôts du Bourget et de Hirson, elles sont utilisées sur des trains lourds entre Hirson et Valenciennes ainsi qu'entre le Bourget et Lens.
Devant les résultats satisfaisants, d'autres compagnies firent construire le même type de locomotives, dès 1911, on trouve ainsi : 
- la Compagnie des chemins de fer de l'Est avec les : 6101 à 6113 construites de 1911 à 1913 dans les ateliers d'Épernay.
- le Syndicat des chemins de fer de Ceinture de Paris avec les : 6001 à 6038 construites dans l'ordre suivant:
  - les 6001 à 6014 en 1910, société Batignolles
  - les 6015 à 6021 en 1911, société Batignolles
  - les 6021 à 6026 en 1912, société Cockerill,
  - les 6027 à 6038 en 1913, société Batignolles

À la fin de la Première Guerre mondiale, il manque la 6.155 du Nord et les 6111 et 6113 de l'Est qui sont immatriculées respectivement T 010.503, T 010.502 et T 010.501 par la DRG[réf. nécessaire]. Parmi ces 3 machines, seule la 6113 rentre en France en 1920. 
La concurrence commence aussi en 1918 avec la mise en service des 151 T Nord 5.001 à 5.012 (futures : 2-151 TA 1 à 12) qui introduisent une puissance  moins complexe.
En 1921, le Syndicat des Ceintures incorpore dans ses effectifs, 34 locomotives ex-Nord, qui sont affectées au dépôt de Bobigny et  12 locomotives ex-Est. Il ne restait sur le réseau du Nord, que les 6.121, 6.122, 6.124, 6.125, 6.129, 6.131, 6.133, 6.135, 6.141, 6.142, 6.143 et 6.159. 
À la dissolution du Syndicat des Ceintures en 1935, les machines furent affectées à la Compagnie des chemins de fer du Nord pour les ex-Est et ex-Nord et à la Compagnie des chemins de fer de l'État pour les ex-Ceintures.
À la formation de la SNCF en 1938, elles devinrent les :
- 2-031+130 TA 1 à 47 pour les 6.121 à 6.168,
- 2-031+130 TB 1 à 12 pour les 6101 à 6113,
- 3-031+130 TA 1 à 38 pour les 6001 à 6038.

Les 3-031+130 TA 1, 6, 15 et 25 réformées dès 1940 furent réintégrées sur la région Nord où elles furent immatriculées : 2-031+130 TB 13 à 16. Pourtant à la même date, le début de la fin commença pour ces machines ; en effet la région Ouest procéda à une grande purge de ses effectifs en radiant 28 machines sur l'année . Toutes les machines étaient radiées pour 1944.
Durant la Seconde Guerre mondiale, sept locomotives sont perdues : les 3-031+130 TA 7, 8, 21 et 28 et les 2-031+130 TA 28, 32 et 40. Sur la région Nord, la série disparait en février 1952 avec la radiation des 2-031+130 TA 19 et 2-031+130 TB 2 et 3, à la suite de la livraison des dernières 151 TQ et la mutation de 1-151 TC 751 à 780 (ex-série 13 n° 151 751 à 151 780 de l'Est).
Tout au long de leur carrière, ces locomotives subissent de nombreuses modifications, telle la pose d'un échappement de type « Kylchap » et d'un surchauffeur de type « Schmidt E », etc.
Certaines machines sont transformées pour des essais, ainsi :
- la 6005 devient machine à simple expansion,
- la 6009 reçoit un surchauffeur de type « Houlet HP/BP » et d'un injecteur de type « Davies et Metcalfe » (devenant ainsi la meilleure machine de la série),
- la 6030 reçoit un surchauffeur de type « Duchatel-Mestre ».

### Caractéristiques
- Timbre : 16 kg/cm2
- Surface de grille : 3 m2 sauf pour la 6005 : 2 m2
- Surface de chauffe : de 105 m2 à 188,22 m2
- Surface de surchauffe : de 36,5 m2 à 73,85 m2
- Diamètre et course des cylindres HP : 400 × 680 mm
- Diamètre et course des cylindres BP : 630 × 680 mm
- Diamètres des roues motrices : 1,455 m
- Capacité des soutes à eau : 12,8 m3
- Capacité de la soute à charbon : 5 t
- Empattement entre essieux extrêmes : 12,59 m
- Longueur : 16,19 m
- Poids en service : 109 t
- Vitesse limite : de 65 km/h à 90 km/h

## À l'étranger
Ce même type de machines, avec surchauffe a été construit pour le chemin de fer de Pékin à Hankou en Chine, pour 4 machines en 1906 construites par la société Forges Usines et Fonderies Haine-Saint-Pierre et pour les Chemins de fer andalous en Espagne en voie de 1,65 m pour 10 machines en 1911 construites par la société Usines Métallurgiques du Hainaut.